# Pnětluky (zámek)
Pnětluky jsou zámek ve stejnojmenné vesnici u Podsedic v okrese Litoměřice. Vznikl rozšířením a úpravou starší tvrze v první polovině osmnáctého století. Zámek je chráněn jako kulturní památka a zároveň je zařazen na seznam ohrožených památek.

## Historie
Od čtrnáctého století se jako majitelé vesnice střídali drobní šlechtici. První písemná zmínka o zdejší tvrzi pochází až z roku 1542, kdy si Albert Kaplíř ze Sulevic nechal zapsat pnětlucké panství do desk zemských. Naposledy byla tvrz uvedena roku 1615, kdy panství získal Adam Kelbl z Geisinku. Mezitím se v držení vesnice postupně vystřídali Volf z Vřesovic v letech 1550–1569, Bernhard z Vřesovic a jeho dcera Magdalena (1569–1577) a Johann Georg ze Sebothendorfu (od roku 1578). Adamu Kelblovi bylo panství zkonfiskováno za účast na stavovském povstání, a v roce 1624 ho proto mohl koupit František de Couriers. V letech 1632–1704 statek vlastnili Schönfeldové, od kterých ho vyženil František Hynek Vratislav z Mitrovic, jehož potomkům patřil do roku 1773 jako součást krásnolesenského panství.
Někdy v první polovině osmnáctého století byl v Pnětlukách postaven hospodářský dvůr a barokní zámek. V roce 1773 byl Pnětluky znovu vyčleněny jako samostatný statek a prodány svobodnému pánovi Kotzovi, který panství prodal roku 1802 Antonínu Siegelovi z Prahy. Ve druhé polovině devatenáctého století ho vystřídali Rauchové a nakonec, do roku 1943, hraběnka Luisa von Rauch. Ve druhé polovině dvacátého století v zámku byly byty zaměstnanců státního statku.

## Stavební podoba
Hlavní zámecká budova má jedno patro a obdélný půdorys. Přízemní místnosti jsou zaklenuté plackovou klenbou a schodiště do prvního patra valeně. Severně od hlavní křídla stojí další barokní dům, ve kterém se nachází velká nárožní místnost s valenou klenbou s lunetami a chodba zaklenutá plackami. Obě budovy spojuje přístavba postavená v devatenáctém století. Ve středu zahradního průčelí hlavní budovy býval do doby okolo roku 1965 balkon.